# Альбусь-Сюрбеєво
Альбу́сь-Сюрбе́єво (рос. Альбусь-Сюрбеево, чув. Чăваш Элпуç) — присілок у складі Комсомольського району Чувашії, Росія. Адміністративний центр Альбусь-Сюрбеєвського сільського поселення.
Населення — 552 особи (2010; 561 у 2002).
Національний склад:
- татари — 75 %